# Antoni Łyko
Antoni Andrzej Łyko (Krakkó, 1907. május 27. – Auschwitz, 1941. június 3.), lengyel válogatott labdarúgó.
A lengyel válogatott keretének tagja volt az 1938-as világbajnokságon, de nem vett részt a tornán.
A II. világháború idején a Gestapo letartóztatta Krakkóban, majd ezt követően Auschwitzba vitték, ahol 1941. június 3-án lelőtték.

## Pályafutása
Kezdetben a Prądniczanka Kraków labdarúgója volt, 1930-tól a Wisła Kraków játékosaként 1939-ig 108 bajnoki mérkőzésen 30 gólt szerzett.
A lengyel válogatottban 1937. október 10-én mutatkozott be a Lettország elleni mérkőzésen. Majdnem egy évvel később játszotta második, egyben utolsó mérkőzését a válogatottban, amikor 1938. szeptember 25-én 2–1-re vereséget szenvedtek Lettországtól. Az 1938-as világbajnokságra beválogatták a csapatba, de nem tartozott azon tizenöt játékos közé, akiket Józef Kałuża edző Franciaországba vitt.
A második világháború alatt a krakkói vízműben dolgozott. Ott csatlakozott a ZWZ egységéhez. 1941 tavaszán a Gestapo letartóztatta, és először Montelupichba, majd az auschwitzi koncentrációs táborba szállították. 1941. július 3-án az egyik tömeges kivégzés során lelőtték. Az elítéltek egy csoportját a közeli kavicsbányához vezették. Miután a kivégző osztag befejezte a tüzelést, Lyko még életben volt, de egy SS-tiszt közelről fejlövéssel végzett vele. Holttestét a krematóriumban elégették.

## Sikerei, díjai
- ezüstérem a lengyel labdarúgó bajnokságban: 1930, 1931, 1936
- bronzérem a lengyel labdarúgó bajnokságban: 1933, 1934, 1938

## Fordítás
- Ez a szócikk részben vagy egészben  az   Antoni Łyko című lengyel Wikipédia-szócikk ezen változatának fordításán alapul.  Az eredeti cikk szerkesztőit annak laptörténete sorolja fel. Ez a jelzés csupán a megfogalmazás eredetét és a szerzői jogokat jelzi, nem szolgál a cikkben szereplő információk forrásmegjelöléseként.